# Transfusion (Zeitschrift)
Transfusion ist eine wissenschaftliche Fachzeitschrift, die vom Wiley-Blackwell-Verlag veröffentlicht wird. Die Zeitschrift ist das offizielle Publikationsorgan der American Association of Blood Banks, einer Gesellschaft, die inzwischen international organisiert ist. Sie erscheint mit zwölf Ausgaben im Jahr. Es werden Arbeiten aus dem Bereich der Transfusionsmedizin veröffentlicht.
Der Impact Factor lag im Jahr 2014 bei 3,225. Nach der Statistik des ISI Web of Knowledge wird das Journal mit diesem Impact Factor in der Kategorie Hämatologie an 23. Stelle von 68 Zeitschriften geführt.